# Platanus
Platanus és un gènere d'angiospermes de la família de les platanàcies (Platanaceae). Els plàtans o plataners són originaris de l'hemisferi nord on viuen al costat de corrents d'aigua o on la capa freàtica és alta.

## Característiques
Totes les espècies adopten la forma de grans arbres (de 30 a 50 metres d'alt). Són caducifolis amb excepció de l'espècie Platanus kerrii. Les fulles són grans i amb forma palmada amb 5 lòbuls. Les flors apareixen en estructures globulars dotades d'un llarg peduncle, són unisexuals monoiques. La pol·linització és a través del vent. Les flors masculines cauen una vegada han deixat anar el pol·len i les femenines desenvolupen els fruits que són aquenis agrupats en les estructures globulars.
Les flors són reduïdes i es donen en boles (caps globosos); Es poden fusionar entre 3 i 7 sèpals pilosos a la base i els pètals són de 3 a 7 i són espatulats. Les flors masculines i femenines estan separades, però neixen a la mateixa planta (monoica). El nombre de caps en un grup (inflorescència) és indicatiu de l'espècie (vegeu la taula següent). La flor masculina té 3–8 estams; la femella té un ovari superior amb 3–7 carpels. Els plàtans són pol·linitzats pel vent. Els caps de flors masculins cauen després de vessar el pol·len.
Després de pol·linitzar, les flors femenines es converteixen en aquenis que formen una bola agregada. El fruit és múltiple d'aquenis (plant systematics, Simpson M. G., 2006). Normalment, el nucli de la pilota té 1 cm de diàmetre i està cobert amb una xarxa de malla d'1 mm, que es pot desenganxar. La pilota fa 2,5-4 cm de diàmetre i conté diversos centenars d'aquenis, cadascun dels quals té una sola llavor i és cònic, amb la punta enganxada cap avall a la xarxa a la superfície de la pilota. També hi ha un floc de moltes fibres primes i rígides de truges de color groc-verd units a la base de cada aqueni. Aquestes truges ajuden a la dispersió del vent dels fruits com en el dent de lleó.
Les fulles són simples i alternes. En el subgènere Platanus tenen un contorn palmat. La base de la tija de la fulla (pecíol) està engrandida i s'embolica completament al voltant del brot de la tija jove a la seva axil·la. El brot axil·lar només queda exposat després que la fulla cau.
L'escorça madura es desenganxa o s'exfolia fàcilment en pegats de forma irregular, produint un aspecte tacat i escamoso. Als troncs vells, és possible que l'escorça no es desprengui, sinó que s'espesseix i s'esquerda.

## Etimologia
Platanus prové del grec πλάτανος ('arbre del plàtan') adaptat al llatí. El terme πλάτανος es relaciona amb l'adjectiu πλατύς.
Llavors, per què diem plàtan al bananer? La resposta la trobem en l'etimologia de «plàtan»: per les fulles 'amples i planes' de Musa paradisíaca. I així, per extensió, acabem donant nom a un fruit en funció de les característiques de les fulles de la planta que el produeix.

## Filogènia
El gènere Platanus conté dos subgèneres Castaneophyllum per a P. Kerrii que és l'únic de fulla persistent i Platanus per a la resta. Hi ha fòssils d'aquest gènere molt antics pertanyents al Cretaci. Les poblacions europees i americanes malgrat que van quedar separades per la deriva del continent des de molt antic, resulten ser interfèrtils i donen lloc a híbrids fèrtils com l'habitual Platanus x hispanica.

## Taxonomia
| Nom científic                                                                | Nom comú         | Distribució               | flors globulars | Notes                     |
| ---------------------------------------------------------------------------- | ---------------- | ------------------------- | --------------- | ------------------------- |
| Platanus kerrii                                                              |                  | Laos, Vietnam             | 10-12           | Subgènere Castaneophyllum |
| Platanus chiapensis                                                          |                  | Mèxic                     | ?               | Subgènere Platanus        |
| Platanus gentryi                                                             |                  | Mèxic                     | ?               | Subgènere Platanus        |
| Platanus mexicana                                                            |                  | Mèxic                     | 2-4             | Subgènere Platanus        |
| Platanus oaxacana                                                            |                  | Mèxic                     | ?               | Subgènere Platanus        |
| Platanus orientalis                                                          | Plàtan d'orient  | Europa, Àsia              | 3-6             | Subgènere Platanus        |
| Platanus occidentalis                                                        | Plàtan d'Amèrica | Amèrica del Nord          | 1-2             | Subgènere Platanus        |
| Platanus racemosa                                                            |                  | Califòrnia                | 3-7             | Subgènere Platanus        |
| Platanus rzedowskii                                                          |                  | Mèxic                     | ?               | Subgenus Platanus         |
| Platanus wrightii                                                            |                  | Arizona, Nou Mèxic, Mèxic | 2-4             | Subgènere Platanus        |
| Platanus × hispanica (P. occidentalis × P. orientalis; syn. P. × acerifolia) | Plàtan           | Cultivat                  | 1-6             | Subgènere Platanus        |

## Arbres monumentals
Amb quasi total seguretat, el Plàtan de Biar (l'Alcoià) és el més gran de tots els Països Catalans. Pertany a l'espècie Platanus orientalis, originària de Grècia i Turquia, té uns 250 anys, una alçària de 22 m, 6,24 m de perímetre de tronc (mesurat a 1,30 m de la base) i el diàmetre major de la copa és de 29 m.
El Plàtan de Traver de Riba-roja de Túria és també un arbre important per edat i mesura, ja que no ha sigut podat en els seus gairebé dos segles d'existència gràcies a ser silvestre.